# Liste der Stolpersteine in Neunkirchen (Siegerland)
In der Liste der Stolpersteine in Neunkirchen (Siegerland) werden die vorhandenen Gedenksteine aufgeführt, die im Rahmen des Projektes Stolpersteine des Künstlers Gunter Demnig bisher in Neunkirchen verlegt worden sind.

## Verlegte Stolpersteine
| Adresse                      | Name             | Inschrift | Verlegedatum | Bild | Anmerkung |
| ---------------------------- | ---------------- | --- | ------------ | --- | --------- |
| Kölner Straße 357 (Standort) | Emil Denker      | Hier wohnte Emil Denker Jg. 1889 im Widerstand/SPD überfallen 6.5.1934 SA Rollkommando gefoltert tot an den Folgen 23.11.1934 | 9. Nov. 2016 | Bild gesucht Die Wikipedia wünscht sich an dieser Stelle ein Bild vom hier behandelten Ort. Falls du dabei helfen möchtest, erklärt die Anleitung , wie das geht. BW |           |
| Kölner Straße 357 (Standort) | Christine Denker | Hier wohnte Christine Denker geb. Jung Jg. 1895 Todesnachricht erhalten Fehlgeburt erlitten tot 23.11.1934                    | 9. Nov. 2016 | Bild gesucht Die Wikipedia wünscht sich an dieser Stelle ein Bild vom hier behandelten Ort. Falls du dabei helfen möchtest, erklärt die Anleitung , wie das geht. BW |           |